# Hancock County (Ohio)
Hancock County ist ein County im Bundesstaat Ohio der Vereinigten Staaten. Der Verwaltungssitz (County Seat) ist Findlay.

## Geographie
Das County liegt im mittleren Nordwesten von Ohio und hat eine Fläche von 1382 Quadratkilometern, wovon sechs Quadratkilometer Wasserfläche sind. Es grenzt im Uhrzeigersinn an folgende Countys: Wood County, Seneca County, Wyandot County, Hardin County, Allen County, Putnam County und Henry County.

## Geschichte
Hancock County wurde am 12. Februar 1820 aus Teilen des Logan County gebildet. Benannt wurde es nach John Hancock, einem Führer des Aufstands gegen das britische Mutterland, der dritte Präsident des Kontinentalkongresses und erster Unterzeichner der Unabhängigkeitserklärung der Vereinigten Staaten.
Zwölf Bauwerke und Stätten des Countys sind im National Register of Historic Places eingetragen (Stand 18. April 2018).

## Demografische Daten

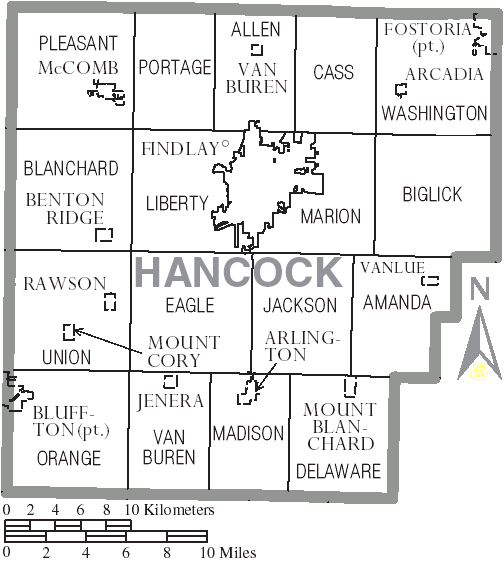
Karte des Hancock Countys

Nach der Volkszählung im Jahr 2000 lebten im Hancock County 71.295 Menschen in 27.898 Haushalten und 19.138 Familien. Die Bevölkerungsdichte betrug 52 Einwohner pro Quadratkilometer. Ethnisch betrachtet setzte sich die Bevölkerung zusammen aus 95,14 Prozent Weißen, 1,11 Prozent Afroamerikanern, 0,18 Prozent amerikanischen Ureinwohnern, 1,22 Prozent Asiaten, 0,02 Prozent Bewohnern aus dem pazifischen Inselraum und 1,22 Prozent aus anderen ethnischen Gruppen; 1,12 Prozent stammten von zwei oder mehr Ethnien ab. 3,07 Prozent der Bevölkerung waren spanischer oder lateinamerikanischer Abstammung.
Von den 27.898 Haushalten hatten 32,6 Prozent Kinder und Jugendliche unter 18 Jahre, die bei ihnen lebten. 56,4 Prozent waren verheiratete, zusammenlebende Paare, 8,7 Prozent waren allein erziehende Mütter, 31,4 Prozent waren keine Familien, 26,0 Prozent waren Singlehaushalte und in 9,8 Prozent lebten Menschen im Alter von 65 Jahren oder darüber. Die Durchschnittshaushaltsgröße betrug 2,49 und die durchschnittliche Familiengröße lag bei 3,01 Personen.
Auf das gesamte County bezogen setzte sich die Bevölkerung zusammen aus 25,7 Prozent Einwohnern unter 18 Jahren, 9,7 Prozent zwischen 18 und 24 Jahren, 28,7 Prozent zwischen 25 und 44 Jahren, 22,6 Prozent zwischen 45 und 64 Jahren und 13,2 Prozent waren 65 Jahre alt oder darüber. Das Durchschnittsalter betrug 36 Jahre. Auf 100 weibliche Personen kamen 94,3 männliche Personen. Auf 100 Frauen im Alter von 18 Jahren oder darüber kamen statistisch 91,2 Männer.
Das jährliche Durchschnittseinkommen eines Haushalts betrug 43.856 USD, das Durchschnittseinkommen der Familien betrug 51.490 USD. Männer hatten ein Durchschnittseinkommen von 37.139 USD, Frauen 24.374 USD. Das Prokopfeinkommen betrug 20.991 USD. 5,2 Prozent der Familien und 7,5 Prozent der Bevölkerung lebten unterhalb der Armutsgrenze. Davon waren 8,8 Prozent Kinder oder Jugendliche unter 18 Jahre und 6,1 Prozent waren Menschen über 65 Jahre.